# Shara (divinità)
Shara nella mitologia sumera era il dio principale della città di Umma, fratello di Nidaba, il "principe dei cieli", il "caro figlio di Inanna". 
Il dio veniva raffigurato tramite un ideogramma che sembra raffigurare un fiore che sboccia in una cornice. A questo ideogramma viene anche attribuito il significato di "essere giallo-verde", "verdeggiante": considerati questi significati, Shara, in aggiunta alla sua funzione di protettore della città e dio guerriero, viene considerato anche come un dio della vegetazione. 
I re di Umma, nelle loro iscrizioni, si vantavano di aver "fatto risplendere" il dio Shara.